# Carl Ulric Rheborg
Carl Ulric Rheborg, född 17 mars 1783 i Södermanland, död 24 augusti 1857, var en svensk militär och tecknare.
Han var utomäktenskaplig men erkänd son till majoren i fortifikationen, Carl Råbergh, senare adlad Mannerskantz. Rheborg tog sitt namn genom att kasta om några bokstäver i sin fars namn. Efter studier vid Strängnäs gymnasium blev han volontär vid fortifikationen 1798 och utnämndes till fänrik vid Kalmar regemente 1803. Han begärde och fick avsked från sin krigstjänst 1819. Vid sidan av sin tjänst var han verksam som tecknare och akvarellmålare. Bland hans bevarade arbeten finns målningar och teckningar från Kalmar regementes fälttåg i Västerbotten 1809 där han tjänstgjorde som regementskvartermästare. På familjen Mannerskantz egendom Väranäs i Halltorps socken är han representerad med en stor tuschteckning av corps de logiet, flera motiv från parken samt några porträtt av sina halvsyskon.